# 愛知県道146号奥音羽線
愛知県道146号奥音羽線 （あいちけんどう146ごう おくおとわせん）は、愛知県一宮市内を通る一般県道である。県道の大部分が名鉄尾西線沿線（南側）を通る。

## 概要

### 路線データ
- 起点：愛知県一宮市奥町
- 終点：愛知県一宮市音羽

## 沿革
- 1959年（昭和34年）12月15日：認定

## 地理

### 通過する自治体
- 愛知県
  - 一宮市

### 交差する道路
- 愛知県道147号西萩原北方線
- 愛知県道148号萩原三条北方線
- 愛知県道14号岐阜稲沢線（西尾張中央道）
- 愛知県道148号萩原三条北方線（開明東交差点）
- 愛知県道18号大垣一宮線 （大正通り）
- 愛知県道190号名古屋一宮線（岐阜街道、鮎鮨街道、音羽通り）（音羽1丁目北交差点）

### 沿線
- 名鉄尾西線 奥町駅
- 名鉄尾西線 開明駅
- JA愛知西開明支店
- 一宮市立一色保育園
- 名鉄尾西線 西一宮駅
- 一宮市ききょう会館